# عشق (عشق شیرین)
«عشق (عشقِ شیرین)» (انگلیسی: Love (Sweet Love)) آهنگی است که توسط گروه دخترانه بریتانیایی لیتل میکس خوانده شده است. این آهنگ در ۳ سپتامبر ۲۰۲۱ از طریق آرسی‌ای رکوردز به‌عنوان تک‌آهنگی از آلبوم پرطرفدار آن‌ها میانِ ما، منتشر شد. این تک‌آهنگ توسط اعضای گروه لی-آن پیننوک و جید ثیروال به همراه لورن آکویلینا، ام‌ان‌ئی‌کی و ساکیما نوشته شده است. ام‌ان‌ئی‌کی و ساکیما آهنگ را تولید نیز کرده‌اند.